# 张耀杰
张耀杰（1964年—），中国艺术研究院研究人员。主要著作：《戏剧大师曹禺》、《影剧之王田汉》。
出生於河南省禹州市農村。曾在河南農村任中學教師，1989年考入中国艺术研究院研究生部，1992年獲文學碩士學位。現為中國藝術研究院研究員。
主要著作有《中國話劇史》（與人合著）、《曹禺戲劇與宗教文化》、《戲劇大師曹禺——嘔心瀝血的人間悲劇》、《影劇之王田漢——愛國唯美的浪漫人生》、《民權保障同盟的暗箱黑幕》。待出版的著作還有《中國學潮史》、《魯迅真相》、《三人行：胡適、魯迅、周作人》、《世界文學上的人物——路翎的小說與戲劇》、《中國文壇的輪回聖戰》、《現代戲劇與宗教文化》、《總把新桃換舊符——宋代黨爭論稿》、《宗教故事中的美好人性》、《民權保障同盟的曇花乍現》等。近年來除有上百萬字的學術和史料文章在國內外報刊發表外，還曾參與《小關一家人》、《山河作證》、《農電之光》等數十部長短電視片的編創工作。

## 批评
- 2016年，张耀杰出版《民初命案：陈其美的黑道传奇》一书，在书中称：“我最近翻阅中华书局1983年版《孙中山全集》第三卷，意外发现孙中山针对柏文蔚、李烈钧、陈炯明等人白纸黑字的谋杀指令。此项指令从来没有被相关学者认真解读过，甚至于连柏文蔚本人，在生前都没有意识到自己曾经面临的生命危险。”依据是1916年3月孙中山写给居正的信中说：“柏（文蔚）宣誓入党，最近亦有书来达意，果到青岛，请当日人面与之相见。叩其服从弟命令否？如彼唯唯，则兄应以总司令地位临之，使就范围。否则，当托萱兄设法去之，毋使纷扰。”[3]但学者杨天石批评道：柏文蔚原来不赞成孙中山发动反对袁世凯的二次革命，属于以黄兴为首“欧事研究会”一派。后来转变态度，加入中华革命党，并于3月7日上书孙中山，表示愿意重新在长江一带“谋举义帜”，要求孙中山“指示机宜”。当时，孙中山已任命居正为中华革命军东北军总司令，以日人萱野长知为顾问，一心一意在青岛指挥山东起义，初时颇有进展。孙中山此函是告诉居正，如果柏文蔚来到青岛，首先须问其是否服从孙的命令，在其表态同意后，就用总司令的身份接待柏，使其接受领导，否则，就托日本顾问萱野长知“设法去之”。这里的“去之”，意思是使柏文蔚离开青岛，免其在指挥机关中提出不同意见，增加“纷扰”。张耀杰将其解释为“密杀令”，完全是误读。试问，柏文蔚放弃原来的立场，投奔孙中山麾下，孙中山却要命令日本人暗杀他。孙中山是疯了，还是丧心病狂？这样的误读还不止一处。[4]张耀杰并在书中说：“辛亥革命之后，革命党内部接连发生了一系列谋杀案，其中的陶成章、宋教仁、陈其美、程璧光、邓铿等重大命案的暗箱黑幕当中，都隐约闪现着革命党最高首领孙中山的影子。”[3]再遭杨天石批评：“已有的资料有力地证明，宋教仁被刺和袁世凯政府有着密切的关系。现在有学者对这些证据视而不见，却力图找出和宋教仁同属一党、没有根本利害冲突的陈其美来当作主谋，我看不出有多少站得住的理由。至少，持这种观点的学者至今没有找出一条过硬的、能令人信服的证据来。研究要凭史实，不能仅仅依靠推论和分析。”“1912年，陶成章在上海被刺，有的学者怀疑孙中山是主谋。也是猜测，没有任何证据。相反，我倒有比较可靠的证据，说明陶成章之死和孙中山没有关系。我以前写过一篇文章讨论陶成章之死，今年会发表另一篇文章，就是《再论倒孙风潮与蒋介石刺杀陶成章》。”[4]

- 汪榮祖批評楊天石，盡信蔣介石日記，明顯與史實不符。楊天石的同鄉朱維錚教授亦發出同樣的批評[5]。

## 链接
1. ↑  . 中华读书报-光明网.   [2021-11-19]. （原始内容存档于2021-11-19）.
2. ↑  . 中国日报网.   [2021-11-19]. （原始内容存档于2020-08-12）.
3. 1 2  张耀杰. . 台北秀威信息科技股份有限公司. 2016年7月  [2024-09-21]. （原始内容存档于2024-09-21）.
4. 1 2  杨天石,张弘.  (PDF). 社会科学论坛. 2016, (12): 142  [2024-09-21]. （原始内容存档 (PDF)于2025-03-27）.
5. ↑  汪榮祖《評說蔣介石》P547起